# Florimond Jacob
Florimond Marie Joseph Jacob (Ghoy, 11 maart 1882 - Twee-Akren, 16 december 1943) was een Belgisch senator.

## Levensloop
Jacob was directeur van een socialistische coöperatieve.
In 1921 werd hij verkozen tot gemeenteraadslid van Twee-Akren en was er van 1927 tot 1938 schepen.
In februari 1939 volgde hij de overleden Vincent Volckaert op als BWP-senator voor het arrondissement Bergen en behield dit mandaat tot aan zijn dood, tijdens de oorlog.